# Ouled Riyah
Ouled Riyah è un comune dell'Algeria, situato nella provincia di Tlemcen.